# Amylocystis
Amylocystis Bondartsev & Singer (późnoporka) – rodzaj grzybów z rodziny Dacryobolaceae.

## Charakterystyka
Owocniki roczne, siedzące lub rozpostarto-odgięte o powierzchni kosmatej lub włochatej. Powierzchnia porów i kontekst biały, po zgnieceniu zmieniające barwę na czerwonawo-brązową. System strzępkowy monomityczny; strzępki generatywne ze sprzążkami, przeważnie grubościenne, amyloidalne. Cystydy grubościenne, często z inkrustowanymi wierzchołkami, amyloidalne. Bazydiospory cylindryczne, szkliste, gładkie, nieamyloidalne. Grzyby poliporoidalne powodujące brunatną zgniliznę drewna
Podobny jest Oligoporus, różnice dotyczą amyloidalności strzępek i cystyd.

## Systematyka i nazewnictwo
Pozycja w klasyfikacji według Index Fungorum: Dacryobolaceae, Polyporales, Incertae sedis, Agaricomycetes, Agaricomycotina, Basidiomycota, Fungi.
Nazwę polską zaproponował Władysław Wojewoda w 2003 r., Stanisław Domański używał nazwy amylek.
Gatunki:
- Amylocystis lapponicus (Romell) Bondartsev & Singer 1944 – późnoporka czerwieniejąca[3]
- Amylocystis unicolor T. Hatt. 2003

. Nazwy naukowe według Index Fungorum, nazwa polska według W. Wojewody.